# Майк Лі (політик)
Майкл Шамвей «Майк» Лі (англ. Michael Shumway «Mike» Lee; нар. 4 червня 1971, Меса, Аризона) — американський політик з Республіканської партії. Сенатор США від штату Юта з 3 січня 2013. Учасник Руху Чаювання.
У 1994 році отримав ступінь бакалавра з політології в Університеті Бригам Янг. Протягом навчального 1993–1994 року він був головою університетської асоціації студентів. У 1997 році він здобув юридичну освіту в тому ж університеті.
У 1998 році працював юридичним клерком у 3-му Окружному Апеляційному Суді в судді Семюела Аліто. У 2002–2005 роках — асистент адвоката. У 2005–2006 був адвокатом губернатора штату Юта Джона Хантсмана. У 2006–2007 роках працював юридичним клерком у судді Верховного Суду Семюела Аліто-молодшого.
Він член Церкви Ісуса Христа Святих останніх днів і два роки служив мормонським місіонером у Техасі. Одружений, має трьох дітей.

### Політика щодо України
20 квітня 2023 року Майк Лі разом з 18 іншими представниками республіканської партії США підписав листа президенту США Джозефу Байдену, в якому зазначається що "необмежена допомога Україні Сполученими Штатами Америки має бути припинена", і що ті, хто підписав листа, "рішуче виступатимуть проти всіх майбутніх пакетів допомоги, якщо ці пакети допомоги не будуть пов’язані зі прозорою дипломатичною стратегією довести цю війну до швидкого завершення".